# Weseliwka (obwód sumski)
Weseliwka (ukr. Веселівка) – wieś na Ukrainie, w obwodzie sumskim, w rejonie sumskim, w hromadzie Chotiń. W 2001 liczyła 67 mieszkańców.